# Гозберт (граф Мэна)
Гозберт (фр. Gauzbert; казнён в 853) — граф Мэна с 839 или 840 года.

## Биография

### Правление
Родителями Гозберта были Гозлен I и Адельтруда. Впервые он упоминается в 839 году в документе своего старшего брата Роргона I. Вскоре Роргон умер. Из-за малолетства его детей графство Мэн перешло к Гозберту, которому пришлось защищать графство против норманнов, а также против графа Нанта Ламберта II.
В 853 году король Западно-Франкского государства Карл II Лысый обвинил Гозберта в союзе с бретонцами и в мятеже, после чего приказал казнить его. Эта казнь стала одной из причин восстания знати, позвавшей на помощь короля Восточно-Франкского государства Людовика II Немецкого.

### Семья
Неизвестно, был ли Гозберт женат. В некоторых источниках у него показаны дети:
- Теобальд.
- Гозлен.